# Agardhiella skipetarica
Agardhiella skipetarica е вид охлюв от семейство Argnidae. Видът не е застрашен от изчезване.

## Разпространение
Разпространен е в Албания, Гърция, Хърватия и Черна гора.